# Вальдивія
Вальдивія (ісп. Valdivia) — місто і комуна в південній частині Чилі. Місто назване на ім'я його засновника, Педро де Вальдивії, та розташоване в місці злиття річок Кальє-Кальє, Вальдивія і Кау-Кау, приблизно за 15 км на схід від прибережних міст Коррал і Ньєбла. Із 2 жовтня 2007 року Вальдивія є столицею новоствореного регіону Лос-Ріос і столицею провінції Вальдивія.
Населення міста становить 140 559 мешканців (Valdivianos) згідно з переписом 2002 року. Основу економіки міста складають туризм, виробництво паперу, деревообробка, металургія і виробництво пива. У місті також знаходиться Південний Університет Чилі, заснований у 1954, і Південний Науковий центр (Centro de Estudios Científicos del Sur [Архівовано 22 жовтня 2007 у Wayback Machine.], CECS).
Місто Вальдивія і острів Чилое були двома найпівденнішими форпостами Іспанської імперії. Протягом першого періоду після заснування місто було підпорядковано віце-королівству Перу, яке фінансувало будівництво системи фортів, що перетворили місто на одне з найбільш укріплених міст Нового Світу. Протягом другої половини 19-го століття Вальдивія стала центром прибуття німецьких іммігрантів, що селилися у цьому районі.
У 1960 році місто зазнало значних руйнувань під час Великого чилійського землетрусу — найсильнішого землетрусу в історії вимірювань.

## Клімат
Місто знаходиться у зоні, котра характеризується морським кліматом. Найтепліший місяць — січень із середньою температурою 17,8 °C (64 °F). Найхолодніший місяць — липень, із середньою температурою 7,8 °С (46 °F).
| Клімат Вальдивії        | Клімат Вальдивії | Клімат Вальдивії | Клімат Вальдивії | Клімат Вальдивії | Клімат Вальдивії | Клімат Вальдивії | Клімат Вальдивії | Клімат Вальдивії | Клімат Вальдивії | Клімат Вальдивії | Клімат Вальдивії | Клімат Вальдивії | Клімат Вальдивії |
| Показник                | Січ.             | Лют.             | Бер.             | Квіт.            | Трав.            | Черв.            | Лип.             | Серп.            | Вер.             | Жовт.            | Лист.            | Груд.            | Рік              |
| Абсолютний максимум, °C | 33               | 32               | 28               | 25               | 23               | 27               | 23               | 25               | 25               | 26               | 31               | 32               | 33               |
| Середній максимум, °C   | 22               | 22               | 20               | 16               | 12               | 10               | 10               | 11               | 13               | 16               | 18               | 20               | 16               |
| Середня температура, °C | 17               | 17               | 15               | 12               | 10               | 8                | 7                | 8                | 10               | 12               | 14               | 16               | 12               |
| Середній мінімум, °C    | 12               | 11               | 9                | 7                | 7                | 5                | 5                | 5                | 5                | 7                | 10               | 12               | 8                |
| Абсолютний мінімум, °C  | 0                | 0                | 0                | −3               | −5               | −6               | −7               | −4               | −3               | 0                | −1               | 0                | −7               |
| Норма опадів, мм        | 60               | 60               | 110              | 190              | 350              | 390              | 380              | 310              | 200              | 120              | 100              | 90               | 2430             |
| ----------------------- | ---------------- | ---------------- | ---------------- | ---------------- | ---------------- | ---------------- | ---------------- | ---------------- | ---------------- | ---------------- | ---------------- | ---------------- | ---------------- |
| Джерело: Weatherbase    |                  |                  |                  |                  |                  |                  |                  |                  |                  |                  |                  |                  |                  |

## Розташування
Місто розташоване за 745 км на південний захід від столиці Чилі міста Сантьяго. Порт знаходиться на річці Вальдивія, за 20 км від гирла.
Комуна межує:
- на півночі — з комуною Марикіна
- на північному сході — з комуною Мафіль
- на сході — з комуною Лос-Лагос
- на південному сході — з комуною Паїльяко
- на півдні — з комуною Корраль

На заході комуни розташований Тихий океан.

### Особливості
Через місто протікають три річки: Кау-Кау на півночі, Крусес на заході і Вальдиві на південному сході. Вони утворюють річковий острів Теха, який зараз знаходиться в межах міста. Спочатку острів був поза містом, але німецькі іммігранти почали там селитися і з 1939 острів з'єднали з центром міста мостом «де Вальдивія Педро». У 1960 році після великого чилійського землетрусу велика частина західної частини острова опустилася нижче рівня води.

## Галерея

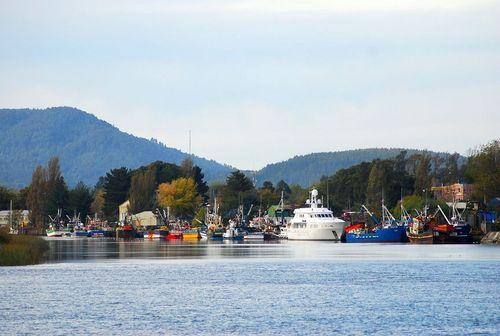
Канал Авербек
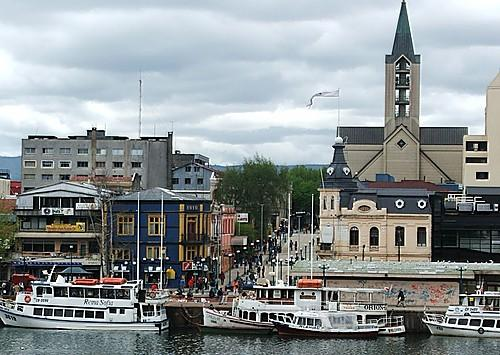
Стежка Бошефа і Вальдивійський собор
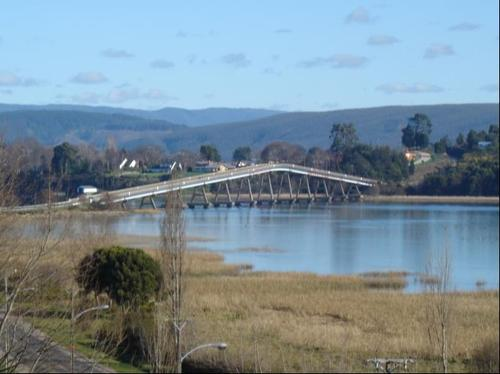
Міст Ріо-Крусес, що сполучає острів Теха і район Торобайо
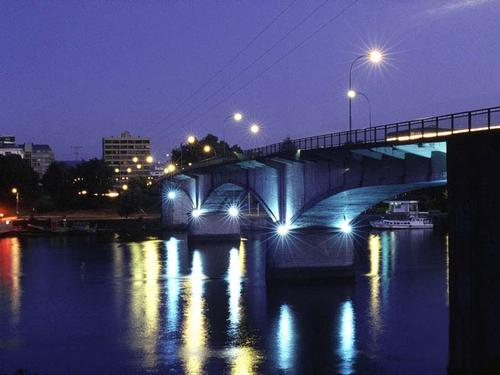
Міст Педро-де-Вальдивія уночі
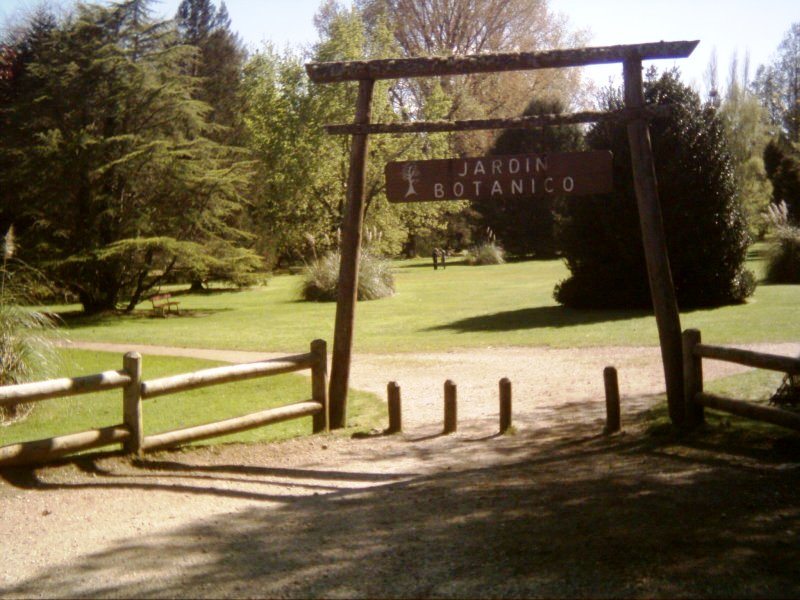
Університетський ботанічний сад
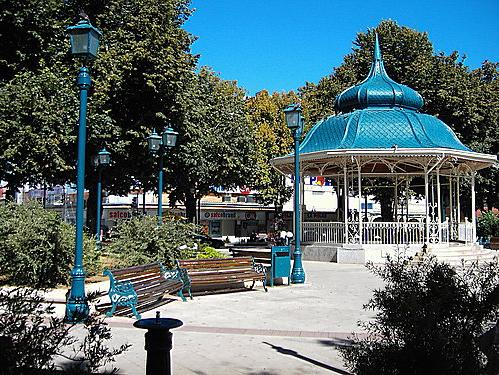
Площа Республіки у Вальдивії
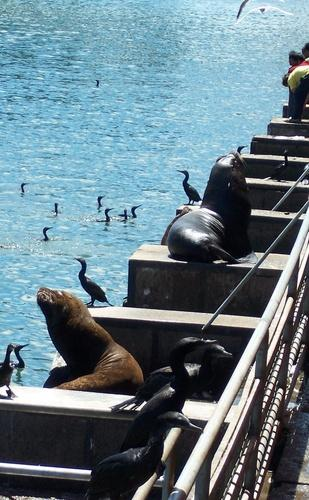
Морські леви на річковому березі
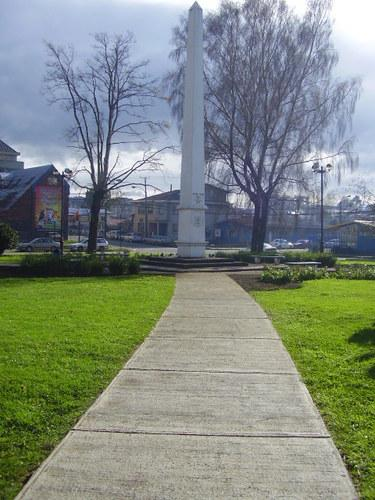
Обеліск
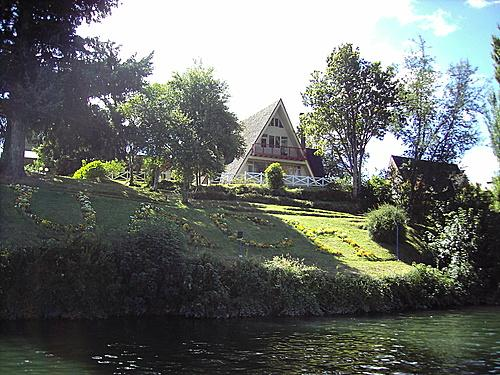
Будівлі південного Університету Чилі
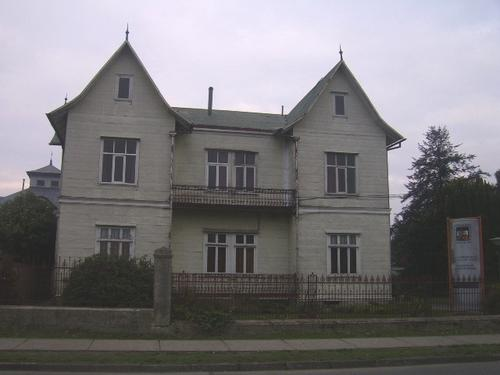
Дім на вулиці Генерала Лагоса у німецькому стилі, частина Університету
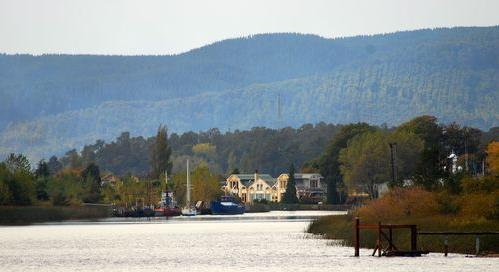
Канал Авербек і річка Вальдивія
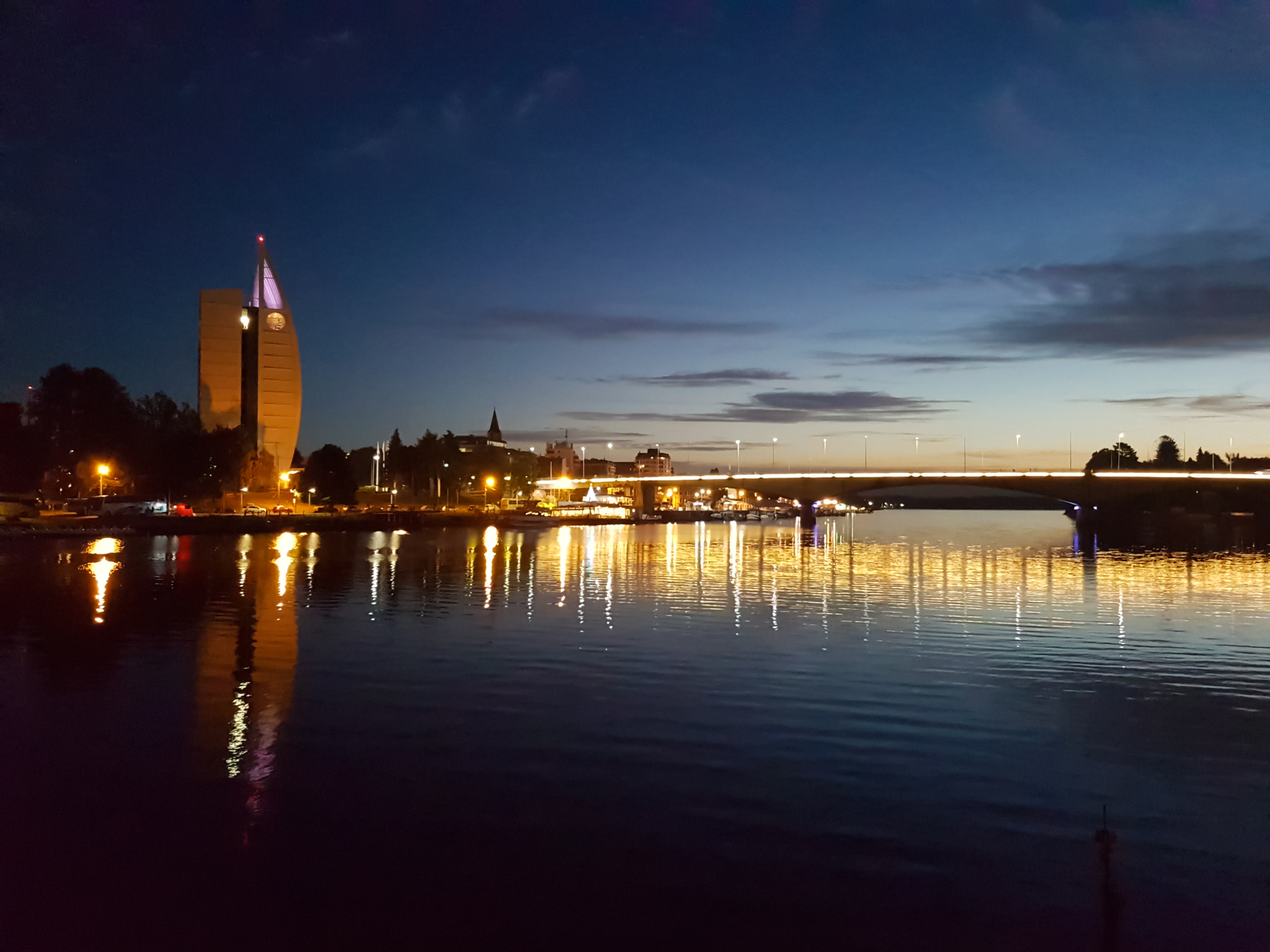
Вид міста уночі